# Zsuzsanna Francia
Zsuzsanna Francia (ur. 8 listopada 1982 w Segedynie na Węgrzech) – amerykańska wioślarka. Dorastając w Abington (Pensylwania), uczęszczała do Wyższej Szkoły Abington, a następnie w 2004 roku ukończyła studia na Uniwersytecie w Pensylwanii z dyplomem kryminologii i socjologii. Obecnie mieszka w Princeton (New Jersey) i jest powiązana z amerykańskim Centrum Trenowania Wioślarstwa.
Pochodzi z Węgier i biegle mówi również w tym języku. Jest córką Katalin Karikó, węgierskiej biochemiczki i noblistki.

## Osiągnięcia
- Mistrzostwa świata – Gifu 2005 – ósemka – 4. miejsce
- Mistrzostwa świata – Eton 2006 – dwójka podwójna – 12. miejsce
- Mistrzostwa świata – Eton 2006 – ósemka – 1. miejsce
- Mistrzostwa świata – Monachium 2007 – ósemka – 1. miejsce
- Igrzyska olimpijskie – Pekin 2008 – ósemka – 1. miejsce
- Mistrzostwa świata – Poznań 2009 – dwójka bez sternika – 1. miejsce
- Mistrzostwa świata – Poznań 2009 – ósemka – 1. miejsce
- Mistrzostwa świata – Karapiro 2010 – dwójka bez sternika – 3. miejsce
- Mistrzostwa świata – Bled 2011 – ósemka – 1. miejsce
- Igrzyska olimpijskie – Londyn 2012 – ósemka – 1. miejsce
- Mistrzostwa świata – Amsterdam 2014 – czwórka bez sternika – 2. miejsce